# Bíró Sári
Bíró Sári, született Bíró Sára (Budapest, Erzsébetváros, 1907. március 24. – San Francisco, 1990. szeptember 2.) magyar származású amerikai zongoraművész és -tanár.

## Életpályája
Bíró (Kohn) Ignác (1874–1941) mészárossegéd és Epstein Ilona leányaként született zsidó családban. Nővére, Bíró Klára szintén a zenei pályát választotta és zongoratanárként működött. Négy évesen kezdett zongorán játszani, a Fodor Zeneiskolában Kálmán György növendéke volt. Tizenhárom évesen fellépett a Magyar Királyi Operaházban, Chopin e-moll zongoraversenyét adta elő, az Operaház zenekarát Kerner István vezényelte. Tanulmányait a Zeneakadémián végezte Székely Arnold tanítványaként, s 1930-ban művészdiplomát szerzett. Évfolyamtársai voltak Fischer Annie, Sándor György, Farnadi Edit és Földes Andor. 1933 januárjában zongoraestet adott a Zeneművészeti Főiskola nagytermében, melyről a Pesti Napló így számolt be: 
Biró Sári a fiatal nemzedék egyik legszembeötlőbb tehetsége. Produkciója nem skatulyázható el a szokványos női muzsikálás amatőr-jellegű csoportjába, önálló, független tehetség, akinek ártisztikus érzéke, merész képzelete, virtuóz tudása máris előkelő helyet biztosít számára az ifjú pianisták sorában. Az érettség, melyet évek tapasztalata biztosít a legtöbb esetben a művész számára, ennél a fiatal lánynál adottságként van jelen; mély intelligenciája és biztos művészi érzéke egészíti ki játékában azt, amit az élet és az évek tőle megtagadnak. A szépséget kutatja ez a fiatal zongoristatehetség, de nem a felület szépségét hanem azt a mélyebb értelműt, mely kulcs a nagy mesterek világának kapujához és tágabb értelmezésben az egész élethez.
A következő években Európa számos országában fellépett: szólóesteket adott Berlinben, Londonban, Varsóban, Rómában, Milánóban, Amszterdamban, Hágában, Zürichben, Stockholmban, Salzburgban, Prágában, Párizsban és Bécsben is. 1933-ban aranyéremmel tüntették ki olaszországi koncertkörútján, s a Popolo d'Italia című lap szerkesztősége egy Mussolini portréval ajándékozta meg a Duce aláírásával. A Magyar Rádió adásaiban is gyakran szerepelt, azonban az ezekről készült felvételek a második világháború idején megsemmisültek.
1939-ben az Amerikai Egyesült Államokba emigrált, ahol a következő év májusában mutatkozott be a közönség előtt. Ezt követően fellépési lehetőséget kapott a New York-i Town Hallban és a Carnegie Hallban is. 1949-ben kilenc zongoraversenyt játszott el három egymást követő alkalommal a Carnegie Hallban, egyedüli női előadóként. Nagy sikereket ért el Philadelphia, Cincinnati, Kansas City, Denver, New Orleans és New Haven szimfonikus zenekaraival. Bejárta Közép- és Dél-Amerikát. 1956-tól San Franciscóban élt, rádióban és televízióban is szerepelt. Sokat tett a női zongoristák elismeréséért. Utoljára 1980-ban lépett fel nyilvánosan, de egészen haláláig vállalt tanítványokat.
Férje Weiner Vilmos fakereskedő volt, akivel 1933. augusztus 17-én Budapesten, az Erzsébetvárosban kötött házasságot. 1938. december 1-jén a Deák téri evangélikus templomban áttértek az evangélikus vallásra.

## Emlékezete
- Bíró Sári Emlékdíj: az 1995-ben alapított díjat minden évben egy kivételesen tehetséges fiatal zongorista veheti át a művésznő születésnapján